# Comuna Semenaste, Novoukraiinka
Semenaste (în ucraineană Семенасте) este o comună în raionul Novoukraiinka, regiunea Kirovohrad, Ucraina, formată din satele Nerubaiivka și Semenaste (reședința).

## Demografie
Componența lingvistică a comunei Semenaste
     Ucraineană (96,57%)
     Rusă (2,14%)
     Alte limbi (1,29%)
Conform recensământului din 2001, majoritatea populației comunei Semenaste era vorbitoare de ucraineană (96,57%), existând în minoritate și vorbitori de rusă (2,14%).